# REMINISCENCE (BONNIE PINKのアルバム)
『REMINISCENCE』（レミニセンス）は、2005年6月22日発売のBONNIE PINKのカバー・アルバム。発売元はワーナーミュージック・ジャパン。CDコードはWPCL-10193。

## 概要
『REMINISCENCE』はBONNIE PINK、初のフルカバー・アルバムである。デビュー10周年を迎えるにあたり自身の音楽的なルーツである楽曲を中心に、洋邦問わず本人の交流のあるアーティスト達とプロデュース、演奏、デュエットまであくまで形式はフリーにコラボレートしたアルバム。

## 収録曲
1. Ordinary Angels （2:58）
（original：Frente! 作詞・作曲：SimonAustin/Angel Hart）
サウンド・プロデュース：Tore Johansson
2. Perfect （4:02）
（original：Fairground Attraction 作詞・作曲：Mark Edward、Cascian Nevin）
サウンド・プロデュース：mito(clammbon)& おおはた雄一
2011年には、mito名義の編集盤『mito archive 1999-2010』に収録された。
3. Manic Monday （4:02）
（original：The Bangles 作詞・作曲：Prince R.Nelson）
サウンド・プロデュース：Yuka Honda
4. Got Me A Feeling （6:33）
（original：Misty Oldland 作詞・作曲：Michele Oldland 日本語詞：BONNIE PINK）
サウンド・プロデュース：DJ Mitsu the Beats(GAGLE),平井堅
この曲のPVも製作されている。ベスト・アルバム『Every Single Day -Complete BONNIE PINK（1995-2006）-』の初回限定盤DVDに収録。
5. The Origin of Love （5:52）
（original：Hedwig And The Angry Inch 作詞・作曲：Steohen Trask）
サウンド・プロデュース：HONESTY(會田茂一×高桑圭)
この曲は、2004年発売の日本版トリビュート・アルバム『HEDWIG AND THE ANGRY INCH TRIBUTE』に収録されていた。
6. Don't Get Me Wrong （3:37）
（original：The Pretenders 作詞・作曲：Chrissie Hynde）
サウンド・プロデュース：The Miceteeth
後にインディーズ・レーベルより、限定シングル・レコード盤として発売。
7. 真夏の果実 （4:48）
（original：サザンオールスターズ 作詞・作曲：桑田佳祐）
サウンド・プロデュース：ボニ義(with 斉藤和義)
2007年には、斉藤和義のアルバム『紅盤』 に再録された。
8. That's Just What You Are （4:08）
（original：Aimee Mann 作詞・作曲：Jon Rrion/Aimee Mann）
サウンド・プロデュース：BONNIE PINK、松岡モトキ、奥野真哉(SOUL FLOWER UNION)
この曲は、2001年発売のシングル『眠れない夜』のカップリング曲だった。
9. Your Eyes （3:35）
（original：山下達郎 作詞・作曲：Alan O'Day Music by Tatsuro Yamashita）
サウンド・プロディース：川上つよしと彼のムードメイカーズ
2006年には、川上つよしと彼のムードメイカーズのベスト・アルバム『Singers Limited - Golden Mood Hits!』に収録された。
10. Through The Dark （4:18）
（original：The SUNDAYS 作詞・作曲：David Gavurin/Harriet Wheeler）
サウンド・プロデュース:BONNIE PINK、All Instruments:BONNIE PINK